# The Complete In a Silent Way Sessions
The Complete In a Silent Way Sessions è un box set di 3 dischi di registrazioni musicali del compositore e trombettista jazz Miles Davis, registrato tra la fine del 1968 e l'inizio del 1969 durante la lavorazione in studio dell'album In a Silent Way, e pubblicato dalla Columbia Records nel 2001. Il box set è il numero cinque della serie di pubblicazioni di Miles Davis Complete Sessions box-sets, cui seguono i box dedicati alle registrazioni che portarono tra il 1969 ed il 1970 alla pubblicazione degli Album Bitches Brew, Jack Johnson e On the Corner: una irripetibile stagione di sperimentazione.
Il box raggiunse la sesta posizione nella classifica Jazz Albums statunitense.

## Lista tracce

### Disco 1
1. Mademoiselle Mabry - 16:37
2. Frelon Brun (Brown Hornet) - 5:40
3. Two Faced - 18:03
4. Dual MR. Anthony Tillmon/Williams Process - 13:23
5. Splash: Interlude 1/Interlude 2/Interlude 3 [rejected] - 10:08
6. Splashdown: Interlude 1 (no horns)/Interlude 2 (no horns) - 8:03

### Disco 2
1. Ascent - 14:54
2. Directions I - 6:50
3. Directions II - 4:53
4. Shhh/Peaceful - 19:17
5. In A Silent Way (rehearsal) - 5:26
6. In A Silent Way - 4:18
7. It's About That Time - 11:27

### Disco 3
1. The Ghetto Walk - 26:49
2. Early Minor - 6:58
3. Shhh/Peaceful/Shhh (LP Version) - 18:18
4. In A Silent Way/It's About That Time/In A Silent Way (LP Version) - 19:53

Tra le rare e numerose tracce, molte delle quali mai pubblicate prima, svettano In A Silent Way (rehearsal), dalle atmosfere rarefatte e sospese, e The Ghetto Walk, straordinaria sequenza di immagini di Black People dall'incedere divincolato ed ancheggiante.